# Jordans Drive
Jordans Drive er et dansk jive-orkester, der blev dannet i 2000 i Esbjerg ved en udvidelse af gruppen Aarøe Blues and Heartbreakers.

## Biografi
Fra Aarøe Blues and Heartbreakers var guitaristen Poul Erik Knudsen, saxofonisten Søren Von Dibbern og sangeren Henrik Aarøe. Gruppen blev udvidet med trommeslageren Peter Jessen, bassisten Jesper Ry og trompetisten Eigil Bak. 
Gruppen udsendte første album Jump 'n Jive featuring Øjvind Ougaard i 2000. Det var blandt andet med hits som Sky Jive, Car-dealer og Mr. Swing King is coming to your town. Jordans Drive var fra starten tænkt som et orkester, som skulle leve højt på god energi og smittende livsglæde.
Jordans Drive fik hurtig succes, og nummeret Sky Jive blev ofte spillet i radioen. 
I 2001 forlod trompetisten Eigil Bak orkestret for at hellige sig sit eget projekt, Vestkraft, hvor han både var sangskriver og forsanger i. Han blev erstattet af Rasmus Kaufmann. Med den nye trompetist fik Jordans Drive i 2001 og 2002 nogle meget travle år, med koncerter rundt i hele Danmark. 
I 2003 valgte de to stiftere af bandet, Poul Erik Knudsen og Henrik Aarøe at forlade orkestret. De blev erstattet af guitaristen Jacob Pedersen og cirkusartisten Henrik Silver. I 2003 udkom maxisinglen Jive Hard – Mega Hard med blandt andet megahittet Whodidelihow.... Orkestret turnerede rundt i hele Danmark og spillede også et par koncerter i Grønland og i Norge. Den store opmærksomhed med maxisinglen bragte orkestret i TV flere gange og Whodidelihow... blev spillet ofte i radioen. I 2004 udkom albummet Jive Hard – Mega Hard – the album. Endnu engang blev det til spilletid på landsdækkende radio og en masse interviews. Orkestret oplevede også for første gang opmærksomhed fra udlandet. Mange bookere fra Tyskland viste stor opmærksomhed, og orkestret begyndte at turnere rundt i Tyskland. I 2005 blev Jesper Ry erstattet af en ny Jesper – Jesper Dyhre Nielsen. Orkestrets forsanger Henrik Silver forlod orkestret i 2006 for at passe sit nye job i Cirkus Charlie. Efter en landsdækkende audition besluttede orkestret sig for at bruge Jacob Pedersen, der i forvejen spillede guitar, som ny forsanger. Med den nye konstellation turnerede Jordans Drive efterhånden rundt i hele Europa. 
Gruppen udkommer i 2008 med nyt album, og regner med det helt store gennembrud.

## Diskografi
- 2000: Jump 'n Jive – featuring Øjvind Ougaard
- 2003: Maxisingle – Jive Hard Mega Hard
- 2004: Jive Hard Mega Hard – the album
- 2007: Single Puttin' On The Ritz
- 2008: Bad Hair Day
- 2009: Live!
- 2015: 5ive in the Club
- 2024: Back in Town

## Bandmedlemmer

### Tidligere medlemmer
- Henrik Aarøe, Sang: 1999-2003
- Poul Erik Knudsen, Guitar: 1999-2003
- Eigil Bak, Trompet: 1999-2001
- Jesper Ry, Bas: 1999-2005
- Henrik Silver, Sang: 2003-2006

### Nuværende medlemmer
- Peter Jessen, Trommer: 1999-?
- Søren Dibbern, Saxofon: 1999-?
- Rasmus Kaufmann, Trp: 2001-?
- Jacob Pedersen, Guitar og Vocal: 2003-?
- Jesper Nielsen, Bas: 2005-?

 Der er for få eller ingen kildehenvisninger i denne artikel, hvilket er et problem. Du kan hjælpe ved at angive troværdige kilder til de påstande, som fremføres i artiklen.